# Anniston (Alabama)
Anniston – miasto w Stanach Zjednoczonych, w stanie Alabama, stolica hrabstwa Calhoun. Według spisu w 2020 roku liczy 21 564 mieszkańców. W roku 2023 liczba mieszkańców spadła do 21 167 osób, a gęstość zaludnienia do 178 osób/km².